# Секс в рекламе
Секс в рекла́ме — использование сексуальных или эротических образов, изображений в рекламе для привлечения интереса к определенному продукту с целью продажи. Характерная черта секса в рекламе заключается в отсутствии связи между рекламируемым продуктом и используемыми образами, такими, например, как красивая женщина. Цель сексуального образа в рекламе — привлечь внимание потенциального потребителя или пользователя услуг. Тип используемых в рекламе сексуальных образов может быть широким, а сами образы могут быть только предположительно сексуальными. Секс в рекламе включает наготу, пинап, бифкейк (использование изображений обнажённых или полуобнажённых мужских тел).
В современной рекламе товаров широкого потребления (в журналах, на телевидении и т. п.) секс представлен в рекламных продуктах большого количества торговых марок. Сексуальные образы женщин и мужчин способствуют продвижению одежды,алкоголя, косметики и парфюмерии. Рекламодатели, такие как Calvin Klein, Victoria’s Secret, Pepsi используют сексуальные образы для культивирования повсеместного сексуально окрашенного присутствия в информационной среде.
Знаменитая фраза «В СССР секса нет» вырвана из контекста и изначально была связана именно с сексом в рекламе.

## Концепция
Секс в рекламе основывается на предпосылке, что люди проявляют интерес ко всему, что связано с сексуальностью. Результаты маркетинга показывают, что сексуальные образы способствуют продаже товаров и услуг. С маркетинговой точки зрения сексуальность может иметь биологический, эмоциональный или духовный аспекты. Биологический аспект сексуальности опирается на репродуктивные механизмы. Эмоциональный аспект сексуальности опирается на связи, существующие между людьми, и выражается через чувства и физические проявления любовных переживаний, эмоций, демонстрации заботы, доверия, близости. Существует также духовный аспект сексуальности (индивидуальный или как связь с другими). В рекламе могут быть использованы различные аспекты сексуальности.
|                                                                                                 |
| Изображения красивых женщин часто появляются в рекламе даже без связи с рекламируемым продуктом |